# RX J1131-1231
RX J1131-1231 est un quasar contenant un trou noir supermassif situé à environ 6 milliards d'années-lumière de la Terre (décalage vers le rouge de 0,658) dans la constellation de la Coupe,.
Les astronomes ont découvert en 2014 que les rayons X émis par l'objet proviennent d'une région à l'intérieur du disque d'accrétion, à une distance d'environ trois fois le rayon de l'horizon des événements. Ceci implique que le trou noir doit avoir une vitesse de rotation extrêmement élevée pour permettre au disque de survivre à une distance aussi faible. Les mesures de la rotation de ce trou noir furent les premières mesures directes de la vitesse de rotation d'un trou noir par les astronomes.
La détermination de la vitesse de rotation du trou noir est le fruit des efforts d'une équipe dirigée par Rubens Reis de l'Université du Michigan à l'aide du télescope spatial Chandra de la NASA et de l'observatoire spatial XMM-Newton de l'Agence spatiale européenne. L'équipe a étudié les rayons X générés dans les régions les plus intérieures du disque qui entoure et nourrit le trou noir qui alimente le quasar. En mesurant le rayon du disque d'accrétion, les astronomes ont pu calculer la vitesse de rotation du trou noir, laquelle atteint la moitié de la vitesse de la lumière. Cette grande vitesse de rotation est due à un important apport de gaz et de poussières.
Cette détermination de la vitesse de rotation aurait été impossible s'il n'y avait pas eu un alignement rarissime du quasar et d'une galaxie elliptique géante (qui fait elle-même partie d'un amas avec d'autres galaxies alignées avec le quasar) située entre la Terre et RX J1131. Cet alignement généra une quadruple lentille gravitationnelle qui amplifia la lumière provenant du quasar. L'énorme effet de lentille gravitationnelle associé à J1131 permit aussi de mesurer un retard temporel : les images du quasars créées par deux lentilles différentes nous parviennent à des moments différents.

## Étoiles, naines brunes et objets de masse planétaire dans la galaxie lentille
En plus d'étoiles et de naines brunes, toute une population d'objets libres de masse planétaire a été détectée dans la galaxie lentille du quasar par Xinyu Dai et Eduardo Guerras grâce au microlentillage gravitationnel du quasar.